# Stagonospora moliniae
Stagonospora moliniae är en svampart som först beskrevs av Trail, och fick sitt nu gällande namn av Died. 1914. Stagonospora moliniae ingår i släktet Stagonospora och familjen Phaeosphaeriaceae.   Inga underarter finns listade i Catalogue of Life.